# Paczkówek
Paczkówek (niem. Charlottenthal) – część miasta Paczków w województwie opolskim, powiecie nyskim, w gminie paczków.
Paczkówek położony jest w zachodniej części miasta, głównymi ulicami są: Górnicza i Robotnicza.